# جوناثان جاكسن
جوناثان جاكسن (بالإنجليزية: Jonathan Jackson)‏ ممثل أمريكي من مواليد 11 مايو 1982.

## مواقع خارجية
- جوناثان جاكسن على موقع IMDb (الإنجليزية)
- جوناثان جاكسن على موقع ألو سيني (الفرنسية)
- جوناثان جاكسن على موقع ميوزك برينز (الإنجليزية)
- جوناثان جاكسن على موقع أول موفي (الإنجليزية)
- جوناثان جاكسن على موقع قاعدة بيانات الأفلام السويدية (السويدية)
- جوناثان جاكسن على موقع إن إن دي بي (الإنجليزية)
- جوناثان جاكسن على موقع قاعدة بيانات الفيلم (الإنجليزية)
- جوناثان جاكسن على موقع كينوبويسك (الروسية)